# Aesalus smithi
Aesalus smithi es una especie de coleóptero de la familia Lucanidae.

## Distribución geográfica
Habita en México.